# الكسندر كينغ
الكسندر كينغ (بالإنجليزية: Alexander King)‏ (27 يوليو 1871 - 12 ديسمبر 1957) هو لاعب كرة قدم بريطاني (وحمل سابقاً جنسية المملكة المتحدة لبريطانيا العظمى وأيرلندا) في مركز مهاجم داخلي. لعب مع نادي سلتيك.

## وصلات خارجية
- الكسندر كينغ على موقع قاعدة بيانات كرة القدم.إي يو (الإنجليزية)